# Acacia sakalava
Acacia sakalava é uma espécie de leguminosa do gênero Acacia, pertencente à família Fabaceae.